# Pleocytoza
Pleocytoza – obecność zwiększonej liczby komórek danego rodzaju w płynie mózgowo-rdzeniowym. Najczęściej mówimy o pleocytozie w stosunku do limfocytów. Nie należy używać pojęć limfocytoza czy neutrofilia, ponieważ odnoszą się one do zwiększenia liczby limfocytów lub neutrofili we krwi obwodowej, a nie w PMR.